# Akademicki Chór Politechniki Łódzkiej
Akademicki Chór Politechniki Łódzkiej – chór działający przy Politechnice Łódzkiej.

## Historia
Pierwszy chór działał na Politechnice Łódzkiej w latach 1951–1965. Z nielicznych zachowanych z tych czasów zapisków wynika, że występował on m.in. w Filharmonii Łódzkiej, gdzie w ramach Wieczorów Moniuszkowskich wykonywał mazura ze „Strasznego Dworu”, w 1955 zdobył wyróżnienie na V Światowym Festiwalu Młodzieży i Studentów w Warszawie, występował na uroczystościach uczelnianych i w zakładach pracy na terenie Łodzi, a w 1960 roku brał udział w ogólnopolskich obchodach 550-lecia bitwy pod Grunwaldem.
Akademicki Chór Politechniki Łódzkiej wznowił działalność w roku 1968, z inicjatywy studentów Wydziału Elektrycznego. Początkowo był to chór męski, ale w następnym roku stał się chórem mieszanym.
W 2012 roku chór towarzyszył słynnemu tenorowi Andrea Bocelliemu podczas jego koncertu w łódzkiej Atlas Arenie. W latach 2014–2017 brał udział we wszystkich polskich edycjach koncertów z serii Night of the Proms, jako pierwszy w historii niebelgijski chór na stałę współpracujący z projektem. W ramach koncertów Night of the Proms wystąpili u boku takich gwiazd jak: Ronan Keating, Anastacia, Margaret, John Miles, Natalie Choquette, OMD, Zucchero, Simple Minds, Lisa Stansfield, Blue Cafe, Jennifer Pike, Katie Melua, Kim Wilde, Mark King, Tony Henry, a także Kombii i Rafał Brzozowski, Amy Macdonald, Mateusz Ziółko, Le Div4S, Coolio, Natalia Kukulska.
W okresie pandemii COVID-19 chór działa zdalnie, tworząc utwory w formie wirtualnego chóru i publikuje je na swoim kanaleYoutube. W tej formie nagrano utwory: The Lamb Johna Tavenera, We Will Rock You zespołu Queen, oraz Gaudeamus igitur.
18 maja 2020 roku reprezentanci chóru wzięli udział w projekcie Ogólnopolski Wirtualny Chór Politechnik, w ramach którego, premierowo wykonano utwór "O, ziemio polska" J. Łuciuka w aranżacji przedstawicieli 14 akademickich chórów politechnik, z okazji 100-lecia urodzin Jana Pawła II.
10 maja 2023 roku chór wystąpił w spektaklu "Awakening", który był przygotowany z okazji targów lotniczych Routes Europe 2023 w Hali Maszyn, EC1 Łódź - Miasto Kultury. Opowiadał on historię fabrycznej Łodzi, inspirowaną "Ziemią Obiecaną". Reżyserem spektaklu był Adam Kupaj, a za kompozycje i poprowadzenie zarówno chóru jak i orkiestry odpowiedzialny był Mariusz Lewy. Wraz z chórem, na scenie wystąpili soliści Jacek Laszczkowski, Błażej Stencel, Paulina Walendziak i Adam Mortas, oraz Orkiestra Kameralna Primuz i Tancerze AHE, których choreografię przygotował Gintautas Potockas. 10 lutego 2024 roku spektakt został ponownie wystawiony w Hali Maszyn, EC1 Łódź - Miasto Kultury, podczas Balu Przedsiębiorców, tym razem w wersji polskiej "Przebudzenie".

## Nagrania
- 1997: Akademicki Chór Politechniki Łódzkiej
- 2006: Paul McCartney’s Liverpool Oratorio (z Akademickim Chórem Politechniki Lubelskiej)
- 2008: Z nostalgią i humorem
- 2011: Te Deum (z chórem i orkiestrą Akademii Muzycznej im. Grażyny i Kiejstuta Bacewiczów w Łodzi)
- 2014: W świątecznym, zimowym nastroju

## Osiągnięcia
- 1953 – II Środowiskowe Eliminacje Studencke Zespołów Artystycznych w Łodzi – III miejsce
- 1954 –  III Środowiskowych Eliminacjach Studenckich Zespołów Artystycznych w Łodzi – II miejsce
- 1955 –  IV Środowiskowych Eliminacjach Studenckich Zespołów Artystycznych w Łodzi – I miejsce
- 1955 –  V Światowym Festiwalu Młodzieży i Studentów w Warszawie – wyróżnienie
- 1970 –  Legnica Cantat 4 –  wyróżnienie za wykonanie piosenki radzieckiej
- 1972 – Praga – Czechosłowacja – pierwszy wyjazd zagraniczny (wymiana kulturalna)
- 1974 – Anglia – Torquay – zaproszenie Torquay Girls’ Grammar School (wymiana kulturalna)
- 1977 – I Łódzki Turniej Chóralny – III miejsce
- 1978 – II Łódzki Turniej Chóralny – III miejsce
- 1980 – IV Łódzki Turniej Chóralny – III miejsce
- 1983 – VII Łódzki Turniej Chóralny
- 1985 – Szkocja – Glasgow – zaproszenie Strathclyde University (wymiana kulturalna)
- 1985 – IX Łódzki Turniej Chóralny, obchody 40-lecia PRL
- 1986 – IV Festiwal Pieśni Chóralnej im. Karola Prosnaka w Pabianicach
- 1987 – VII Gliwickie Spotkania Chóralne
- 1987 – II Opolskie Spotkania Chóralne
- 1987 – II Bydgoskie Spotkania Chórów Akademickich „Academia Cantat”
- 1988 – ZSRR – Kijów – Festiwal Kultury Studenckiej
- 1988 – III Opolskie Spotkania Chóralne
- 1988 – XII Fesiwalu Polskiej Pieśni Chóralnej w Katowicach – brązowy medal
- 1989 – XIII Łódzki Turniej Chóralny – nagroda i udział w koncercie laureatów
- 1990 – Szkocja – Glasgow – ponownie na zaproszenie Strathclyde University (wymiana kulturalna)
- 1990 – nagroda na XIV Łódzkim Turnieju Chóralnym
- 1990 – XIV Łódzki Turniej Chóralny, nagroda i udział w koncercie laureatów w Muzeum Historii Miasta Łodzi
- 1993 – XVII Łódzki Turniej Chóralny
- 1994 – Włochy – Riva del Garda – III Międzynarodowy Konkurs Chóralny – brązowy dyplom
- 1994 – Czechy – Litomyśl – Międzynarodowy Konkurs Chóralny – srebrny medal
- 1994 – udział w II Międzynarodowym Festiwalu Musica Sacra w Łodzi
- 1995 – XIX Łódzki Turniej Chóralny – II miejsce
- 1995 – Niemcy – Bühl-Baden – Euro Treff Music – europejskie warsztaty muzyczne
- 1995 – udział w III Międzynarodowym Festiwalu Musica Sacra w Łodzi
- 1996 – Włochy – Riva del Garda – IV Międzynarodowy Konkurs Chóralny – srebrny dyplom (muzyka świecka) i brązowy dyplom (muzyka sakralna)
- 1996 – Niemcy – Wetzlar, Giessen, Bad Neuheim – koncerty symfoniczne wykonywane wraz z solistami, orkiestrą Stadtteater Giessen oraz chórem Singakademie Wetterau. W programie – oratorium współczesnego kompozytora angielskiego Michaela Tippeta „A child of our time”
- 1996 – XX Łódzki Turniej Chóralny
- 1997 – Austria – Wiedeń – Międzynarodowy Festiwal Chóralny z okazji 200 rocznicy urodzin F. Schuberta
- 1997 – XXI Łódzki Turniej Chóralny
- 1998 – Norwegia – tournee koncertowe na zaproszenie SkeiVasskoret
- 1998 – I Łódzki Festiwal Chóralny („Cantio Lodziensis”) – II miejsce
- 1998 – Ogólnopolski Festiwal Polskiej Pieśni Chóralnej w Katowicach – wyróżnienie
- 1999 – Czechy – Usti nad Łabą – Festiwal Chóralny
- 2000 – Włochy – Grado – Festiwal „Isola del Sole” – 2 srebrne dyplomy (chóry mieszane i muzyka sakralna)
- 2000 – III Łódzki Festiwal Chóralny „Cantio Lodziensis” – I miejsce
- 2002 – Holandia – Monster – Międzynarodowy Festiwal Chóralny „Tonen 2002” – 4 koncerty muzyki świeckiej i sakralnej
- 2002 – Polska – Międzynarodowym Festiwalu Muzyki Religijnej w Rumi – III nagroda
- 2002 – Polska –  V Łódzkim Festiwalu Chóralnym „Cantio Lodziensis” – I miejsce
- 2003 – Francja – Międzynarodowe Warsztaty Chóralne w regionie Ariele oraz tournee koncertowe (Francja, Włochy, Niemcy)
- 2003 –  Polska – VI Łódzki Festiwal Chóralny „Cantio Lodziensis” – II miejsce
- 2004 – Ukraina – Lwów – na zaproszenie Politechniki Lwowskiej (wymiana kulturalna)
- 2005 – Ukraina – tournee koncertowe na Krymie na zaproszenie Politechniki Lwowskiej i Krymskiego Chóru Kameralnego z Symferopolu – koncerty w Jałcie i Symferopolu
- 2005 – Polska – VIII Łódzki Festiwal Chóralny „Cantio Lodziensis” –  II miejsce
- 2006 – Szkocja i Anglia – tournee koncertowe na zaproszenie Strathclyde University Glasgow]
- 2006 – Niemcy – Ulm i Günzburg – koncerty oratoryjne „Liverpool Oratorio” Paula McCartneya i Carla Davisa(inne języki) z towarzyszeniem solistów Teatru Wielkiego w Łodzi, Akademickiego Chóru Politechniki Lubelskiej, Chóru Chłopięcego St.-Georgs-Chorknaben Ulm i Orkiestry Fachhochschule Ulm
- 2007 – Czechy – Praga – XVII Międzynarodowy Festiwal Muzyki Adwentowej i Kolędowej – I miejsce („Złote Pasmo”)
- 2007 – Polska – III Ogólnopolski Konkurs Pieśni Pasyjnej w Bydgoszczy – srebrny medal
- 2007 – Polska – XI Ogólnopolski Festiwal Pieśni Religijnej „Cantate Deo” w Rzeszowie – I nagroda
- 2009 – Polska – IV Festiwal Chóralny „Cantate Domino” w Krakowie – III miejsce i nagroda specjalna
- 2010 – Węgry – Budapeszt – 10. Międzynarodowy Festiwal Muzyki Adwentowej i Bożonarodzeniowej
- 2010 – Polska – IV Ogólnopolski Konkurs „Ars Liturgica” w Gnieźnie – złoty dyplom i nagroda specjalna
- 2011 – Ukraina – Lwów – na zaproszenie Politechniki Lwowskiej (wymiana kulturalna)
- 2011 – Irlandia – XXIII Międzynarodowy Festiwal Chóralny w Sligo – Grand Prix
- 2012 – Portugalia – Freamunde – II Międzynarodowy Festiwal Chóralny – Srebrny Dyplom w kategorii muzyki sakralnej
- 2012 – Polska – 3 Krakowski Festiwal Pieśni Adwentowych i Bożonarodzeniowych – srebrny dyplom
- 2015 – Polska – X Jubileuszowy Ogólnopolski Konkurs Kolęd i Pastorałek w Chełmnie – złote pasmo
- 2015 – Polska – IV Gdański Międzynarodowy Festiwal Chóralny – srebrny dyplom
- 2016 – Czechy – Praga – Międzynarodowy Festiwal Współczesnej Muzyki Chóralnej „Canti veris Praga” – „Zlate Pasmo” w kategorii chórów mieszanych
- 2016 – Hiszpania – Vic k.Barcelony – 34. Międzynarodowy Festiwal „Música de Cantonigros” – koncerty muzyki sakralnej i ludowej
- 2017 – IV Rzeszowski Festiwal Kolęd i Pastorałek – I nagroda
- 2018 – Niemcy – Baden-Baden – 8. Festiwal Muzyki Adwentowej
- 2019 – Macedonia – Ochryda – Międzynarodowy Festiwal Chóralny – II nagroda w kategorii chórów dorosłych
- 2023 – Polska – X Międzynarodowy Rzeszowski Festiwal Kolęd i Pastorałek – złoty dyplom
- 2023 – Litwa – Ejszyszki – IX Międzynarodowy Festiwal Muzyki Chóralnej – "Srebrna Wstęga Solczy"
- 2024 - Polska - I Warcki Festiwal Chóralny im. Marcina Warteckiego - złoty dyplom

## Dyrygenci
- Stanisław Zagozdon (1951–1953)
- Bogdan Pawłowski (1953–1954)
- Andrzej Cwojdziński (1954–1959)
- Feliks Kośnicki (1959–1965)
- Mirosław Przybył (1968–1973)
- Marek Jaszczak (1969–1971)
- Włodzimierz Pośpiech (1973–1974)
- Zbigniew Pawelec (1974–1975)
- Henryk Zieliński (1975–1977)
- Elżbieta Gryńkowska (1977–1981)
- Barbara Olesińska (1977–1980)
- Jacek Szczeciński (1981–1988)
- Sławomir Kaczorowski (1981–1988)
- Krzysztof Kozłowski (1988–1990)
- Andrzej Wierzbowski (1990–1993)
- Dariusz Ciotucha (1990–1993)
- Jerzy Rachubiński (1993–2019)
- Beata Pielesiak (2013–2015)
- Marta Jabłońska (2016–2017)
- Magdalena Kościuszko (2017–2019)
- Mariusz Lewy (od 2019)